# Josh Cavallo
 Josh Cavallo, né le 13 novembre 1999 à Bentleigh East (en), est un footballeur australien qui évolue au poste d'arrière gauche au Western United. Il est également international avec l'équipe d'Australie des moins de 20 ans.

## Biographie
Josh Cavallo est originaire de Bentleigh East, ville de la banlieue de Melbourne, dans l'État australien de Victoria. Ayant grandi dans l'île-continent, il possède également la nationalité maltaise, via ses grands-parents, étant ainsi citoyen de l'Union européenne,.

### Carrière en club

#### Jeunesse

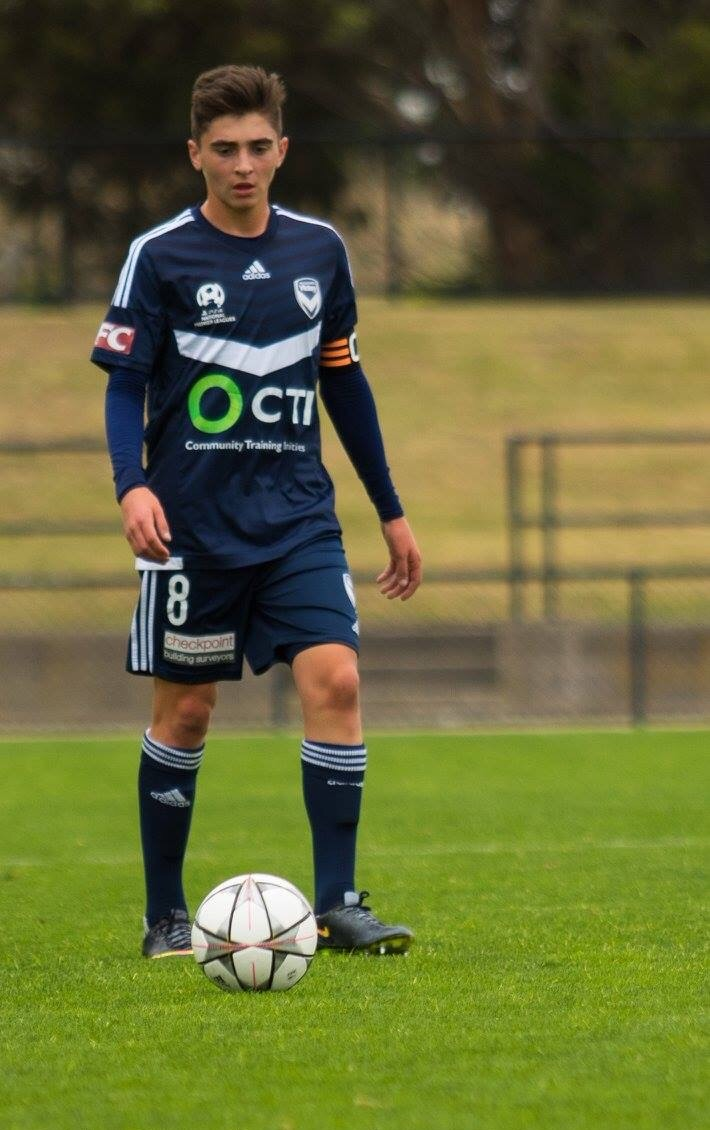
Josh Cavallo avec Melbourne Victory Youth en 2016

Dans sa jeunesse, Josh Cavallo est passé par les centres de formation du Melbourne Victory FC puis de leurs rivaux locaux du Melbourne City FC.

#### Western United
Le 15 avril 2019, le Melbourne City annonce que Josh Cavallo va quitter le club à la fin de la saison 2018-2019.
Le 24 juin 2019, la nouvelle équipe australienne Western United annonce l'arrivée de Josh Cavallo. Il fait ses débuts avec la dernière équipe de Melbourne le 3 janvier 2020 lors d'une défaite 3-2 contre son ancien club.
Western United annonce son départ le 10 février 2021.

#### Adélaïde United
Le 18 février 2021, Josh Cavallo signe à Adelaide United. Après une première demi-saison réussie, il signe une prolongation de contrat de deux ans le 11 mai.
Il reçoit le prix Rising Star du meilleur espoir de son club, après une saison 2020-2021 réussie, au cours de laquelle il participe à 15 matchs et fait 18 apparitions.

### Carrière internationale
International australien moins de 20 ans, ayant notamment visé une participation aux Jeux de Tokyo avec l'Australie, Josh Cavallo est également sélectionnable avec l'équipe de Malte du fait de ses origines, ayant notamment été contacté par l'international maltais John Hutchinson, qui lui a fait part de l'intérêt de sa sélection pour le jeune joueur,,,.

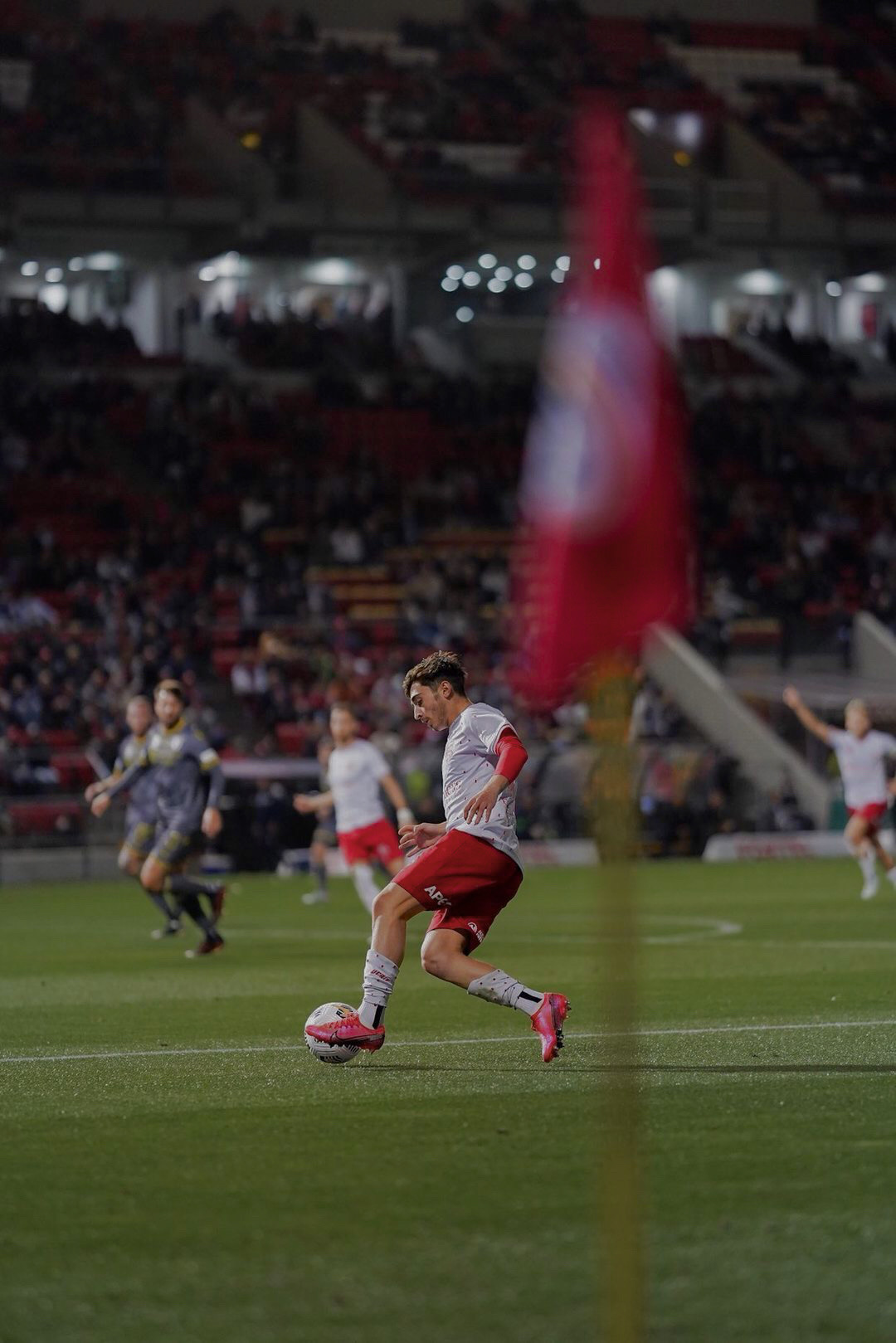
Josh Cavallo lors de.

## Vie privée
Il effectue son coming out en octobre 2021, une rareté pour un footballeur professionnel de haut niveau. Il est alors le seul joueur professionnel en activité à avoir fait une telle déclaration et devient ce faisant le premier homme à faire son coming out alors qu'il joue dans une première division nationale,,,,.
Il déclare à ce propos : « J'espère qu'en partageant qui je suis, je pourrai montrer aux autres qui s'identifient comme LGBTQ+ qu'ils sont les bienvenus dans la communauté du football ». Zlatan Ibrahimović, Raphaël Varane, Antoine Griezmann, Gérard Piqué et Jordan Henderson saluent sa démarche,,,.
Selon Jack Murley, un commentateur sportif anglais « qu'un professionnel de haut niveau comme Josh Cavallo se sente suffisamment à l'aise pour faire son coming out tout en étant en activité est un grand pas – et, comme en témoigne la réaction sur les réseaux sociaux, un grand pas bien accueilli ».
En mars 2024, le public apprend qu'il a fait sa demande en mariage à son compagnon sur le terrain d'Adélaïde, le club où il évolue,,.

## Statistiques
| Saison                | Club                  | Championnat           | Championnat | Championnat | Championnat | Coupe(s) nationale(s) | Coupe(s) nationale(s) | Coupe(s) nationale(s) | Play-offs | Play-offs | Play-offs | Total | Total | Total |
| Saison                | Club                  | Division              | M.          | B.          | P.d.        | M.                    | B.                    | P.d.                  | M.        | B.        | P.d.      | M.    | B.    | P.d.  |
| 2019-2020             | Western United        | A-League              | 8           | 0           | 0           | -                     | -                     | -                     | 1         | 0         | 0         | 9     | 0     | 0     |
| Sous-total            | Sous-total            | Sous-total            | 8           | 0           | 0           | -                     | -                     | -                     | 1         | 0         | 0         | 9     | 0     | 0     |
| 2020-2021             | Adélaïde United       | A-League              | 18          | 0           | 2           | 1                     | 0                     | 1                     | 1         | 0         | 0         | 20    | 0     | 3     |
| 2021-2022             | Adélaïde United       | A-League              | 19          | 0           | 2           | 2+2                   | 0+0                   | 0+0                   | -         | -         | -         | 23    | 0     | 2     |
| 2022-2023             | Adélaïde United       | A-League              | 7           | 0           | 0           | 1                     | 0                     | 0                     | -         | -         | -         | 8     | 0     | 0     |
| 2023-2024             | Adélaïde United       | A-League              | 4           | 0           | 0           | -                     | -                     | -                     | -         | -         | -         | 4     | 0     | 0     |
| 2024-2025             | Adélaïde United       | A-League              | -           | -           | -           | -                     | -                     | -                     | -         | -         | -         | 0     | 0     | 0     |
| Sous-total            | Sous-total            | Sous-total            | 48          | 0           | 4           | 6                     | 0                     | 1                     | 1         | 0         | 0         | 55    | 0     | 5     |
| Total sur la carrière | Total sur la carrière | Total sur la carrière | 56          | 0           | 4           | 6                     | 0                     | 1                     | 2         | 0         | 0         | 64    | 0     | 5     |